# Skronina
Skronina [pronunciación en polaco: /skrɔˈnina/] es un pueblo ubicado en el distrito administrativo de Gmina Białaczów, dentro del Distrito de Opoczno, Voivodato de Łódź, en Polonia central. Se encuentra aproximadamente a 7 kilómetros al este de Białaczów, a 14 kilómetros al sureste de Opoczno, y a 85 kilómetros al sureste de la capital regional Łódź.